# Cesare Balbo
 (août 2017).
Pour les articles homonymes, voir Balbo (homonymie).
Cesare Balbo, comte de Vinadio , né le 21 novembre 1789 à Turin et mort dans la même ville le 3 juin 1853 , est un historien italien du XIXe siècle, qui est l'un des théoriciens et des acteurs principaux du Risorgimento.

## Biographie

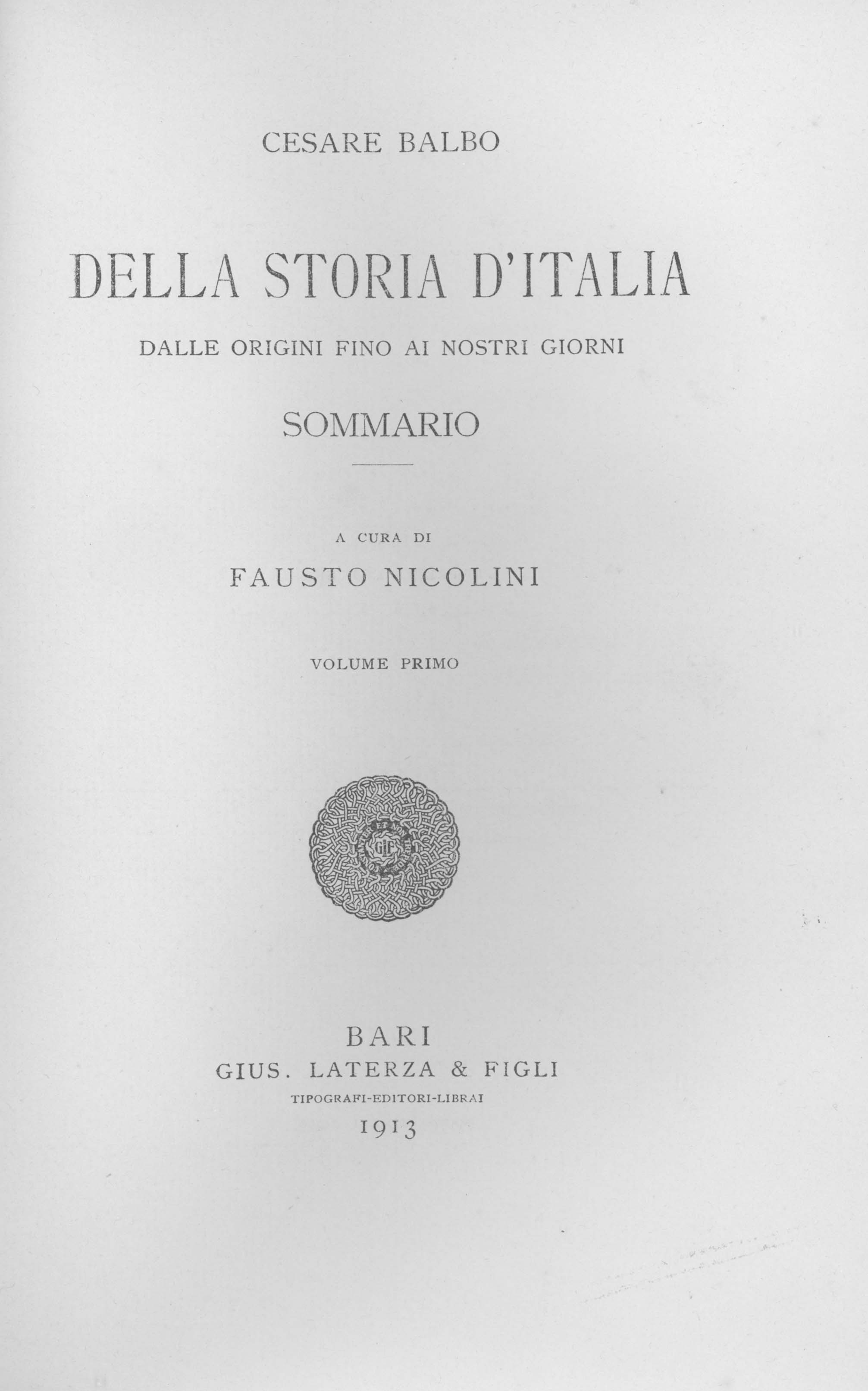
Storia d'Italia dalle origini fino ai nostri giorni, 1913

Fils du comte Prospero Balbo, Cesare Balbo suit son père en exil à Florence. En 1807, il est nommé auditeur au Conseil d'État de l'Empire (le Piémont à cette époque était rattaché à la France). En 1809-1810, il fait partie de la Consulta romana, organe qui introduit à marches forcées la législation de l'Empire dans les anciens États pontificaux. En 1814, il s'engage dans l'armée piémontaise et participe à l'invasion du Dauphiné pendant les Cent-Jours.
Balbo est hostile aux sociétés secrètes (les carbonari) et est partisan d'une monarchie constitutionnelle confiée à la maison de Savoie .
Bien que défavorable au soulèvement piémontais de 1821, mais ami du régent Charles-Albert, il devient suspect au roi Charles-Félix et doit s'exiler en Provence puis à Paris. En 1825, il est autorisé à revenir à Turin .
Il se fait connaitre par des travaux d'érudition: Histoire d'Italie depuis 476 jusqu'en 776, traduit les Annales de Tacite (Turin, Pomba, 1830) , écrit une remarquable Vie de Dante (Turin, 1839, traduite en français et éditée à Bruxelles en 1844). Mais surtout, en 1844, dans son ouvrage Delle speranze d'Italia il défend l'idée que l'Italie ne pourra faire valoir sa primauté morale en Europe (titre de l'ouvrage que Gioberti publie à la même époque) tant qu'elle sera occupée ou sous influence des Autrichiens. Il est à ce titre considéré comme l'un des chefs du Risorgimento  En 1846, il publie Della storia d'Italia dall origini fino ai nostri tempi. Ces deux ouvrages eurent une influence considérable en Italie 
En février 1848, pendant les évènements révolutionnaires le roi Charles-Albert, le nomme président de la commission chargée de la loi électorale. En mars 1848, il est nommé président du conseil des ministres  du royaume de Sardaigne (le premier à ce poste). Le ministère Balbo doit se retirer après la défaite piémontaise de Custoza (25 juillet 1848). Nommé ambassadeur à Rome, il ne parvient pas à entraîner durablement le pape Pie IX dans le mouvement pour l'unification de l'Italie. Redevenu député, il s'oppose aux lois sur l'abolition du for ecclésiastique et sur le mariage civil présentées par les ministères de d'Azeglio. En novembre 1852, avec l'arrivée de Cavour au pouvoir il abandonne ses fonctions politiques.